# علاقات سلطنة عمان الخارجية

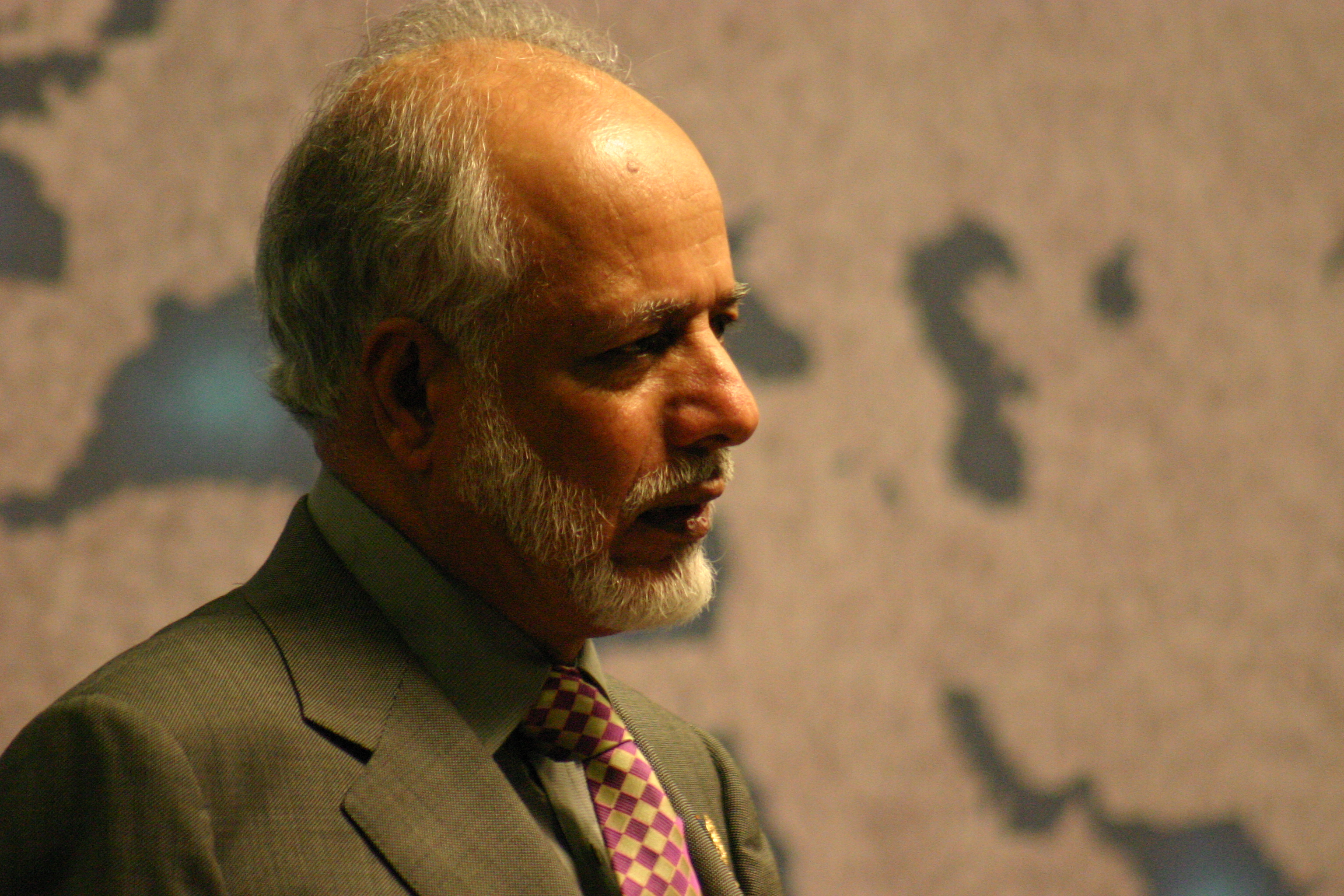

عندما تولى السلطان قابوس بن سعيد آل سعيد السلطة في عام 1970، كانت عمان محدودة العلاقات مع العالم الخارجي، بما في ذلك الدول العربية المجاورة. وأتاحت معاهدة خاصة مع المملكة المتحدة حق التدخل للملكة في الشؤون المدنية والعسكرية لسلطنة عمان. وظلت العلاقات مع المملكة المتحدة وثيقة جدا وتحت اشراف السلطان قابوس شخصيا مع علاقات قوية مع الولايات المتحدة أيضا.
ومنذ عام 1970، اتبعت سلطنة عمان سياسة خارجية معتدلة ووسعت علاقاتها الدبلوماسية بشكل كبير. كما أيدت عمان اتفاقية كامب ديفيد عام 1979، وكانت واحدة من ثلاث دول من الجامعة العربية، إلى جانب الصومال والسودان، والتي لم تقطع العلاقات مع مصر بعد توقيع معاهدة السلام المصرية الإسرائيلية في عام 1979. وخلال أزمة الخليج العربي، ساعدت عمان في جهود الأمم المتحدة. وقد طورت عمان علاقات وثيقة مع جيرانها حيث انها انضمت إلى مجلس التعاون الخليجي المكون من ستة أعضاء عندما تأسس في عام 1980.
ودائما ما كانت عمان تدعم مبادرات السلام في الشرق الأوسط، كما فعلت في عام 1983. وفي نيسان / أبريل 1994، استضافت عمان الجلسة العامة ل (ووتر ووركنج جروب) في عملية السلام، وهي أول دولة خليجية في الخليج تقوم بذلك.
خلال فترة الحرب الباردة، تجنبت عمان إقامة علاقات مع الدول الشيوعية بسبب الدعم الشيوعي للتمرد في ظفار. وفي السنوات الأخيرة، قامت عمان بمبادرات دبلوماسية في جمهوريات آسيا الوسطى، لا سيما في كازاخستان، حيث تشارك في مشروع مشترك لأنابيب النفط. وبالإضافة إلى ذلك، تقيم سلطنة عمان علاقات جيدة مع جارتها الشمالية إيران، ويتبادل البلدان الوفود بانتظام. وتعتبر عمان عضوا نشطا في المنظمات الدولية والإقليمية، ولا سيما جامعة الدول العربية ومجلس التعاون الخليجي، وتشرف وزارة الخارجية على سياستها الخارجية.

## النزاعات الدولية
لم يتم تحديد الحدود الشمالية مع الإمارات العربية المتحدة بشكل ثنائي، وتعتبر شبه جزيرة مسندم في القسم الشمالي حدودا ادارية.

## العلاقات الدبلوماسية
قائمة بالدول التي تربطها علاقات دبلوماسية بسلطنة عمان:
| #   | الدولة                      | التاريخ           |
| --- | --------------------------- | ----------------- |
| 1   | المملكة المتحدة             | 2 مايو 1971       |
| 2   | الهند                       | 25 July 1971      |
| 3   | إيران                       | 26 August 1971    |
| 4   | باكستان                     | 15 October 1971   |
| 5   | السعودية                    | 14 December 1971  |
| 6   | تونس                        | December 1971     |
| 7   | الجزائر                     | 1971              |
| 8   | الكويت                      | 1 January 1972    |
| 9   | هولندا                      | 1 January 1972    |
| 10  | فرنسا                       | 5 January 1972    |
| 11  | إيطاليا                     | 26 January 1972   |
| 12  | الولايات المتحدة            | 17 April 1972     |
| 13  | اليابان                     | 8 May 1972        |
| 14  | ألمانيا                     | 16 May 1972       |
| 15  | الأردن                      | 11 June 1972      |
| 16  | البحرين                     | 13 June 1972      |
| 17  | قطر                         | 27 June 1972      |
| 18  | إسبانيا                     | 10 November 1972  |
| 19  | مصر                         | 27 November 1972  |
| 20  | لبنان                       | 2 January 1973    |
| 21  | المغرب                      | 10 March 1973     |
| 22  | فنلندا                      | 1 April 1973      |
| 23  | الإمارات العربية المتحدة    | 1 April 1973      |
| 24  | تركيا                       | 18 June 1973      |
| 25  | سويسرا                      | 12 September 1973 |
| 26  | اليونان                     | 1 October 1973    |
| 27  | النمسا                      | 19 December 1973  |
| 28  | كندا                        | 2 February 1974   |
| 29  | السويد                      | 15 March 1974     |
| 30  | كوريا الجنوبية              | 28 March 1974     |
| 31  | رومانيا                     | 1 May 1974        |
| 32  | صربيا                       | 4 May 1974        |
| 33  | اليمن                       | 12 May 1974       |
| 34  | بلجيكا                      | 22 May 1974       |
| 35  | الأرجنتين                   | 18 June 1974      |
| 36  | البرازيل                    | 3 July 1974       |
| 37  | مالطا                       | 4 November 1974   |
| 38  | بنغلاديش                    | 18 December 1974  |
| 39  | بوروندي                     | 28 February 1975  |
| 40  | المكسيك                     | 31 July 1975      |
| 41  | السنغال                     | 25 December 1975  |
| 42  | العراق                      | 7 January 1976    |
| 43  | تشيلي                       | 23 February 1976  |
| 44  | كينيا                       | 4 March 1976      |
| 45  | نيبال                       | 21 January 1977   |
| 46  | السودان                     | 17 March 1977     |
| 47  | جيبوتي                      | 16 November 1977  |
| 48  | إندونيسيا                   | 5 December 1977   |
| 49  | موريتانيا                   | 1977              |
| 50  | الصين                       | 25 May 1978       |
| 51  | جمهورية الكونغو الديمقراطية | 1978              |
| 52  | قبرص                        | 1978              |
| 53  | مالي                        | 2 March 1979      |
| 54  | الدنمارك                    | 9 July 1979       |
| 55  | البرتغال                    | 26 October 1979   |
| 56  | غامبيا                      | 4 February 1980   |
| 57  | النرويج                     | 15 April 1980     |
| 58  | تايلاند                     | 30 July 1980      |
| 59  | النيجر                      | 3 September 1980  |
| 60  | لوكسمبورغ                   | 15 September 1980 |
| 61  | الفلبين                     | 6 October 1980    |
| 62  | الصومال                     | 1980              |
| 63  | جزر القمر                   | 9 January 1981    |
| 64  | تنزانيا                     | 9 January 1981    |
| 65  | نيجيريا                     | 18 January 1981   |
| 66  | أستراليا                    | 8 February 1981   |
| 67  | سريلانكا                    | 17 February 1981  |
| 68  | غينيا                       | 17 February 1981  |
| 69  | المالديف                    | 20 February 1981  |
| 70  | الغابون                     | 30 March 1981     |
| 71  | بوركينا فاسو                | 5 October 1981    |
| 72  | ماليزيا                     | 15 January 1982   |
| 73  | زامبيا                      | 1 June 1982       |
| 74  | زيمبابوي                    | 15 June 1982      |
| 75  | الإكوادور                   | 9 July 1982       |
| 76  | سيراليون                    | 10 December 1982  |
| 77  | سيشل                        | 13 April 1983     |
| 78  | بروناي                      | 24 March 1984     |
| 79  | سانت لوسيا                  | 28 March 1984     |
| 80  | سنغافورة                    | 21 February 1985  |
| 81  | كولومبيا                    | 25 July 1985      |
| 82  | نيوزيلندا                   | 5 September 1985  |
| 83  | روسيا                       | 26 September 1985 |
| 84  | بيرو                        | 14 May 1986       |
| 85  | جامايكا                     | 27 May 1986       |
| 86  | فنزويلا                     | 29 September 1986 |
| 87  | بوليفيا                     | 16 December 1986  |
| 88  | الأوروغواي                  | 6 April 1987      |
| 89  | جمهورية أيرلندا             | 8 July 1987       |
| 90  | سوريا                       | 19 December 1987  |
| 91  | أوغندا                      | 1987              |
| 92  | تشاد                        | 21 January 1989   |
| 93  | غانا                        | 1 March 1989      |
| —   | دولة فلسطين                 | 23 January 1989   |
| 94  | بولندا                      | 24 January 1990   |
| 95  | بلغاريا                     | 17 June 1990      |
| 96  | المجر                       | 19 June 1990      |
| 97  | ساحل العاج                  | 28 January 1991   |
| 98  | موريشيوس                    | 31 January 1991   |
| 99  | نيكاراغوا                   | 26 September 1991 |
| 100 | أيسلندا                     | 26 February 1992  |
| 101 | أوزبكستان                   | 22 April 1992     |
| 102 | منغوليا                     | 27 April 1992     |
| 103 | كازاخستان                   | 27 April 1992     |
| 104 | قرغيزستان                   | 18 May 1992       |
| 105 | أوكرانيا                    | 19 May 1992       |
| 106 | كوريا الشمالية              | 20 May 1992       |
| 107 | تركمانستان                  | 29 May 1992       |
| 108 | فيتنام                      | 9 June 1992       |
| 109 | مولدوفا                     | 25 June 1992      |
| 110 | أرمينيا                     | 7 July 1992       |
| 111 | أذربيجان                    | 13 July 1992      |
| 112 | بيلاروس                     | 23 July 1992      |
| 113 | غينيا بيساو                 | 5 August 1992     |
| 114 | ليتوانيا                    | 22 September 1992 |
| 115 | إستونيا                     | 23 September 1992 |
| 116 | ألبانيا                     | 7 December 1992   |
| 117 | لاتفيا                      | 5 February 1993   |
| 118 | جمهورية التشيك              | 1 March 1993      |
| 119 | سلوفاكيا                    | 3 March 1993      |
| 120 | موزمبيق                     | 4 May 1993        |
| 121 | غواتيمالا                   | 13 October 1993   |
| 122 | بنما                        | 25 February 1994  |
| 123 | إرتريا                      | 30 April 1994     |
| 124 | كوبا                        | 23 May 1994       |
| 125 | إثيوبيا                     | 7 February 1995   |
| 126 | جنوب أفريقيا                | 4 October 1995    |
| 127 | سلوفينيا                    | 13 December 1995  |
| 128 | مقدونيا الشمالية            | 28 December 1995  |
| 129 | البوسنة والهرسك             | 3 January 1996    |
| 130 | غيانا                       | 17 January 1996   |
| 131 | كرواتيا                     | 30 June 1997      |
| 132 | ساو تومي وبرينسيب           | 15 September 1997 |
| 133 | رواندا                      | March 1998        |
| 134 | الكاميرون                   | 30 November 1998  |
| 135 | سورينام                     | 13 July 1999      |
| 136 | لاوس                        | 9 March 2005      |
| 137 | أفغانستان                   | 25 March 2005     |
| 138 | باراغواي                    | 15 November 2005  |
| 139 | أنغولا                      | 12 December 2005  |
| 140 | بليز                        | 3 March 2006      |
| 141 | الرأس الأخضر                | 22 May 2006       |
| 142 | أنتيغوا وباربودا            | 5 October 2006    |
| 143 | الجبل الأسود                | 11 April 2007     |
| 144 | طاجيكستان                   | 15 November 2007  |
| 145 | كوستاريكا                   | 19 December 2007  |
| 146 | أندورا                      | 10 March 2008     |
| 147 | السلفادور                   | 14 April 2008     |
| 148 | جورجيا                      | 16 April 2008     |
| 149 | كمبوديا                     | 16 November 2009  |
| 150 | جمهورية الدومينيكان         | 17 March 2010     |
| 151 | فيجي                        | 12 July 2010      |
| 152 | مينامار                     | 14 December 2010  |
| —   | كوسوفو                      | 4 February 2011   |
| 153 | موناكو                      | 20 February 2013  |
| 154 | بوتان                       | 15 March 2013     |
| 155 | إسواتيني                    | 18 March 2013     |
| 156 | جنوب السودان                | 11 June 2013      |
| 157 | مدغشقر                      | 29 June 2016      |
| 158 | مالاوي                      | 7 December 2016   |
| 159 | توغو                        | 5 June 2017       |
| 160 | ناميبيا                     | 27 February 2018  |
| 161 | بنين                        | 16 November 2018  |
| 162 | سان مارينو                  | 26 November 2018  |
| 163 | سانت فينسنت والغرينادين     | 1 April 2019      |
| 164 | تيمور الشرقية               | 30 March 2022     |
| 165 | جزر البهاما                 | 10 January 2023   |
| —   | الكرسي الرسولي              | 23 February 2023  |
| 166 | ترينيداد وتوباغو            | 27 March 2023     |
| 167 | جزر سليمان                  | 19 September 2023 |
| 168 | فانواتو                     | 18 November 2023  |
| 169 | ليختنشتاين                  | 4 مارس 2024       |
| 170 | تونغا                       | 14 مارس 2024      |
| 171 | غينيا الإستوائية            | 2 أبريل 2024      |
| 172 | كيريباتي                    | 2 يوليو 2024      |
| 173 | ليبيا                       | غير معروف         |

## العلاقات الثنائية

### أرمينيا
سية في يوليو 1992. ولدى عمان قنصلية فخرية في يريفان.

### بليز
وقد أقام البلدان العلاقات الدبلوماسية في 3 آذار / مارس 2006. 

### سلطنة بروناي
تملك بروناي سفارة في مسقط، وعمان لديها سفارة في بندر سيري بيغاوان. وقد أنشئت العلاقات منذ 24 مارس 1984. كلا البلدين من المحميات السابقة للقوى الأوروبية (البريطانيون لبروناي والبرتغال لسلطنة عمان)، وكلاهما الآن يحكمها نظام اسلامي ملكي مطلق. 

### كندا
في سبتمبر 2016، لعبت عمان دورًا مهمًا في تأمين الإفراج عن حوما هودفار، وهي مواطنة إيرانية كندية وأستاذة في جامعة كونكورديا. وكانت قد احتجزت في سجن إيفين الإيراني منذ 6 يونيو 2016. وقد حدث ذلك بعد اجتماع سري للغاية بين رئيس الوزراء الكندي جوستين ترودو ووزير الشؤون الخارجية العماني يوسف بن علوي بن عبد الله.

### الصين
تواصل الصين وعمان توسيع العلاقات الاقتصادية بينهما. 

### مصر
كانت سلطنة عمان الدولة العربية الوحيدة إلى جانب السودان تحت قيادة جعفر النميري التي حافظت على علاقات جيدة مع أنور السادات بعد اعتراف مصر بإسرائيل. ووجدت إحدى المنظمات غير الحكومية التي بدأت تحقيقا في التمويل الخارجي للمنظمات في مصر أن عمان، مع دولة الإمارات العربية المتحدة، قد تبرعت بمبلغ 14.1 مليون دولار لمعهد محمد علاء مبارك، الذي أطلق عليه اسم حفيد حسني مبارك.

### الهند
تملك الهند سفارة في مسقط، سلطنة عمان. افتتحت القنصلية الهندية في مسقط في فبراير 1955 وبعد خمس سنوات تم ترقيتها إلى القنصلية العامة وتطورت لاحقا إلى سفارة كاملة في عام 1971. وصل سفير الهند الأول إلى مسقط في عام 1973 وأنشأت عمان سفارتها في نيو دلهي عام 1972 وقنصلية عامة في مومباي في عام 1976.
تدرس الهند بناء خط انابيب غاز تحت الماء يبلغ طوله 1100 كم من عمان لنقل الغاز الطبيعي. وتسمى شركة جنوب آسيا للغاز (ساجا)، وسوف يعمل كبديل لخط الأنابيب الواصل بين إيران وباكستان والهند. وسوف يلبي خط الأنابيب المقترح متطلبات الغاز الإضافية في الإمارات العربية المتحدة وسلطنة عمان والهند، إلى جانب تخفيف مشاكل نقل الغاز في البلدان المنتجة مثل تركمانستان وإيران وقطر. وكان المشروع بطيئا في انشاءه على الرغم من أنه تم بحثه لأول مرة في عام 1985. 
5.6 مليار دولار هي تكلفة إنشاء خطوط الأنابيب بين سلطنة عمان والهند كما ان مجموعة فوكس بتروليوم تتصور فترة زمنية تقارب خمس سنوات لتنفيذ مشروع خط الأنابيب.
وقال أجاي كومار، الرئيس والمدير التنفيذي لشركة فوكس بيتروليوم، ومقرها نيودلهي، وهي شركة زميلة لشركة فوكس بتروليوم المحدودة في الإمارات، إن السيد مودي قد أطلق «أفضل سلاح للتنمية الاقتصادية والنمو». واضاف السيد كومار «لقد بسط خط الانابيب سجادة حمراء للمستثمرين العالميين للاستثمار في الهند». «وسوف يعزز جميع قطاعات الصناعة - وخاصة بالنسبة للوحدات الصغيرة التصنيع والصناعات الثقيلة أيضا». وقال اجاي كومار، رئيس مجلس إدارة شركة فوكس بتروليوم، العضو المنتدب لشركة «فوكس بتروليوم»: «في السنوات القليلة الماضية، نضجت تكنولوجيا خط أنابيب الغاز العميقة. وبما أن الهند لديها مخاوف أمنية خطيرة فيما يتعلق بمشاريع خطوط الأنابيب على الأرض، فإن خط الأنابيب العميقة ربما يكون الخيار الواعد والامثل. ويهدف مشروع أويمبب الذي يبلغ طوله 1600 كيلومتر إلى نقل 8 تريليون قدم مكعب من الغاز الطبيعي إلى الهند على مدى 20 عاما. ومن المقرر ان يبلغ طول خط الانابيب حوالى 1300 كيلومتر في المرحلة الأولى و 300 كم أكثر لربط مومباى على عمق 3400 متر تحت سطح البحر. وسوف يربط محطة ضغط الشرق الأوسط بالقرب من عمان مع محطة استقبال بالقرب من جوجارات».
وقبل أسبوع من اتفاقية إطار عمل إيران 5 + 1، أصدرت شركة فوكس بتروليوم اقتراحا بإنشاء خط أنابيب متعدد الأغراض بين عمان والهند، وهو عبارة عن نظام أنابيب المياه العميقة لنقل الغاز الطبيعي الإيراني عبر عمان إلى محطة استقبال على ساحل مدينة غوجارات الهندية. وسيبلغ حجم خط الأنابيب الذي يبلغ طوله 600 1 كيلومتر وسينقل 8 تريليون متر مكعب على مدى 20 عاما بتكلفة تقدر بحوالي 5,6 بليون دولار. واشار رئيس شركة «فوكس بتروليوم» إلى ان واردات الغاز إلى الهند عبر «أويمب» ستكون اقل تكلفة من واردات الغاز الطبيعي المسال في الهند بمقدار 1,5-2 دولار لكل مليون متر مربع. ويمكن أيضا استخدام خط الأنابيب نفسه لنقل الغاز الطبيعي من قطر إلى الهند، وبالتالي خلق صلة من موردي الغاز الطبيعي في الخليج العربي للسعي نحو توفير اقتصاد سريع النمو في العالم. وكما سيضل بإمكان تركمانستان تصدير الغاز إلى الهند عبر إيران وعبر خط الأنابيب الجديد تحت البحر.

### الكوسوفو
وفي 4 شباط / فبراير 2011، اعترفت سلطنة عمان بجمهورية كوسوفو كدولة مستقلة وذات سيادة. وفي 20 أيلول / سبتمبر 2011، أعيد تأكيد الاعتراف بعد اجتماع عقد بين رؤساء الكوسوفو وعمان.

### ماليزيا
أقامت ماليزيا وعمان علاقات دبلوماسية في عام 1983. ومنذ ذلك الحين، بلغت قيمة التجارة الثنائية بين ماليزيا وعمان حوالي 500 مليون رينج ماليزي خلال الفترة من يناير إلى أكتوبر 2010، وكانت صادرات ماليزيا الرئيسية إلى عمان هي زيت الطعام والآلات وقطع الغيار والمنتجات الخشبية والكهربائية والاجهزة الالكترونية.

### باكستان
إن العلاقة بين إسلام أباد ومسقط سلمية، لأنها أقرب بلد عربي إلى باكستان، وأن 30٪ من العمانيين من أصل بلوشي من مقاطعة بلوشستان الباكستانية، وقد استقروا في عمان منذ أكثر من مئة عام. في عام 1958 كانت جوادر جزءا من سلطنة عمان ولكن تم نقلها إلى باكستان في ذلك العام.

### روسيا
تملك روسيا سفارة في مسقط وتتمثل عمان في روسيا من خلال سفارتها في موسكو. وقد اقامت كل من سلطنة عمان وروسيا علاقات دبلوماسية في الخامس من شباط / فبراير 1986 وما زال الطرفان يحتفظان بعلاقات ودية.

### كوريا الجنوبية
بدأ سريان اتفاق جمهورية كوريا وعمان بشأن الإعفاء المتبادل من متطلبات الحصول على التأشيرة لحاملي جوازات السفر الدبلوماسية والرسمية والخاصة والخدمية في 11 نيسان / أبريل 2015. وقد سمح الاتفاق لمواطني البلدين في مهام دبلوماسية أو رسمية أو خاصة أو حاملي جوازات سفر خدمية بالبقاء في أراضي بعضهم البعض دون تأشيرة لمدة تصل إلى 90 يوما. وقد تم ابرام الاتفاق للمساعدة في تعزيز التبادلات الحكومية الدولية والشعبين، بالإضافة إلى التعاون الجوهري بين البلدين. 

### الإمارات العربية المتحدة
في ديسمبر 2010، اكتشفت سلطنة عمان شبكة تجسس تديرها الإمارات العربية المتحدة والتي جمعت معلومات عن الجيش والحكومة العمانية. وأفيد أنهم كانوا مهتمين بمن سيحل محل السلطان قابوس وعن علاقات عمان مع إيران. تدخلت الكويت بوساطة لحل النزاع. 

### المملكة المتحدة
العلاقات بين المملكة المتحدة وسلطنة عمان قوية واستراتيجية. في أبريل 2010 ذكرت حكومة عمان أنها تريد شراء مقاتلات يوروفايتر تيفونز من المملكة المتحدة. تملك المملكة المتحدة سفارة في ميناء الفحل، وعمان لديها سفارة في لندن.
بدأت ثورة ظفار في محافظة ظفار ضد سلطنة عمان والمملكة المتحدة في الفترة من 1962 إلى 1975. وانتهى بتدخل القوات الإمبراطورية الإيرانية وهزيمة المتمردين، ولكن كان لا بد لدولة عمان من إصلاح جذري للتعامل مع الحملة.
زارت الملكة اليزابيث الثانية عمان في نوفمبر 2010 للاحتفال باليوم الوطني ال 40 لعمان والمشاركة في الاحتفالات الهائلة في البلاد. وكانت هذه هي زيارتها الثانية للسلطنة (الأولى في عام 1979). 

### الولايات المتحدة
في عام 1974 نيسان / أبريل 1983، قام السلطان قابوس بزيارة إلى الولايات المتحدة. زار نائب الرئيس جورج بوش عمان في عامي 1984 و 1986، وزار الرئيس بيل كلينتون عمان لفترة وجيزة في مارس / آذار 2000. كما زار نائب الرئيس ديك تشيني عمان في الأعوام 2002 و 2005 و 2006 و 2008. وفي مارس / آذار 2005، بدأت مفاوضات لاتفاقية تجارة حرة والتي لاقت النور في تشرين الأول / أكتوبر 2005. ووقعت الاتفاقية في 19 يناير / كانون الثاني 2006، وهي في انتظار التنفيذ.

## دول بدون علاقات
سلطنة عمان لا تربطها أية علاقات دبلوماسية بالدول والكيانات الآتية:
- إمارة أفغانستان الإسلامية
- بربادوس
- بوتسوانا
- جمهورية إفريقيا الوسطى
- الكونغو
- دومينيكا
- غرينادا
- هايتي
- هندوراس
- إسرائيل ( انظر العلاقات العمانية الإسرائيلية)
- كيريباتي
- ليبيريا
- جزر مارشال
- ميكرونيزيا
- ناورو
- بالاو
- بابوا غينيا الجديدة
- سانت كيتس ونيفيس
- ساموا